# Padre Stefenelli
Stefenelli es un barrio de la ciudad de General Roca, en la provincia de Río Negro, Argentina. Además, es el barrio más extenso de la ciudad. Fue la primera ubicación de General Roca cuando apenas era un pueblo en el siglo XIX. Fue considerada localidad durante buena parte del siglo XX. El nombre Stefenelli también designa la zona este de la ciudad, alrededor del barrio propiamente dicho y la estación del ferrocarril del mismo nombre, ubicada más al norte de aquel.

## Toponimia
El nombre del barrio se debe a la estación de ferrocarril de la zona este de la ciudad, bautizada Padre Alejandro Stefenelli en 1933. En la época en que el ferrocarril cumplía un papel protagónico en la vida económica de la región, los nombres de las estaciones se usaban como elemento de referencia para identificar —en forma harto vaga y aproximada— el lugar donde se encontraba desde un destacamento policial hasta una chacra.
La estación, a su vez, toma el nombre de un sacerdote salesiano que se instaló en la región a finales del siglo XIX. Stefenelli había nacido 1864 en Fondo Val di Non, una localidad de Trento en Italia y llegó a la región en 1885 con 21 años.

## Geografía física
El barrio se ubica en el sudeste de la ciudad. Queda delimitado por:
- Al norte: por calle Güemes que lo separa de los barrios Central y Don Bosco.[1]
- Al este: por las calles Alvear y su continuación, Magallanes.
- Al sur:  por calle Rembrandt
- Al oeste: por calle Yapeyú y su continuación, Jujuy.

Tiene forma cuadrada con lados de poco más de 2000 m. Su área es de 445 ha.
El barrio está ubicado en la vieja planicie de inundación del río Negro a unos pocos kilómetros de su ribera. El sitio es ideal para la agricultura, por su topografía con poca pendiente y baja altitud que permite el riego. Asimismo queda a merced de las  inundaciones debidas a la crecidas del río, como la recordada inundación de julio de 1899 y otras en julio de 1915, mayo de 1945, y en 1957. Con la construcción de la represa El Chocón sobre el río Limay (1972) y otras, estas inundaciones comenzaron a ser controladas lo que hizo posible la consolidación urbana.

## Historia
Los hechos históricos ocurridos en el lugar que hoy ocupa el barrio se corresponden con los primeros 20 años de existencia de la localidad de General Roca entre 1879 y 1899. En este año tiene tiene lugar una gran inundación luego de la cual el pueblo se traslada a su actual ubicación. A partir de 1899, la zona donde hoy está el barrio Stefenelli comienza a ser conocido como el pueblo viejo.
En el lugar donde hoy está el barrio, el Coronel Lorenzo Vintter estableció el Fuerte General Roca, el 1 de septiembre de 1879, por orden del Ministro de Guerra Julio Argentino Roca.
En 1880 se construyó  la casa del general Conrado Villegas. Pero este donó el edificio para que funcionara allí un establecimiento educativo. Fue así como en 1884 ya funcionaba la primera escuela. Era un gran edificio de material con dos amplios salones, uno de niñas y otros para varones.
En 1881 fue construida la Columna Histórica de 7 metros de altura. Al pie de esta columna, el 12 de octubre de ese año, se realizó la ceremonia oficial, mediante la cual el Fuerte General Roca quedaba erigido en Pueblo General Roca, depositándose en la base el acta respectiva. La columna estaba destinada a sostener el busto del General Julio A. Roca. Pero el propio expresidente solicitó que se coloque el del General Conrado Villegas. La columna resistió la inundación y actualmente esta columna tiene una altura de 18 metros y está ubicada la actual plaza Villegas.
En 1883, el coronel Enrique Godoy eleva una memoria a sus superiores en la que da cuenta de los avances del pueblo en sus primeros años Describe el pueblo con anchas y bien delineadas calles, numerosos y uniformes edificios, con dos plazas espaciosas. Informa que cuenta con 24 manzanas que, divididas en solares, están casi todas edificadas y cercadas, con espaciosas y buenas veredas en sus calles principales. Más adelante, el jefe militar agrega que la población cuenta actualmente con setenta ciudadanos trabajadores domiciliados en ella, cada uno tiene su solar, vivienda y ocupación. Los jefes, oficiales y tropa en su mayor parte, tienen también sus terrenos y casas completamente edificadas. Destaca también la existencia de un grande, sólido y cómodo edificio destinado para escuelas públicas, otro destinado para hospital y botica, habitación para el cirujano, farmacéutico y además personal de sanidad y dos piezas para oficina y vivienda del telegrafista.

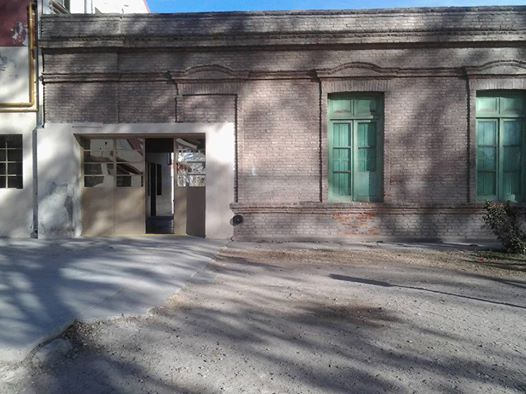
Edificio histórico del colegio San Miguel.

En 1889 llega a la zona el sacerdote salesiano Alejandro Stefenelli. En ese entonces vivían unas 900 personas en el pueblo y Stefenelli fue un precursor del desarrollo económico y poblacional con una relevante acción educativa y social orientada a niños y jóvenes. En 1898 había sido iniciada la construcción de un colegio que se llamaría San Miguel. Al año siguiente cuando la construcción todavía no estaba terminada, llega la gran inundación y, aunque esta destruye casi todos los edificios, el colegio fue lo suficientemente firme, ya que las aguas no pudieron con él aunque dejaron su marca a 1,50 metros de altura y una grieta en el esquinero noroeste.
Después de la inundación, el coronel Jorge Rohde resolvió trasladar el pueblo unos kilómetros hacia el noroeste. Pero Stefenelli no trasladó su colegio y este aún sigue en pie y fue declarado edificio histórico provincial en 1998 y nacional en 2016.

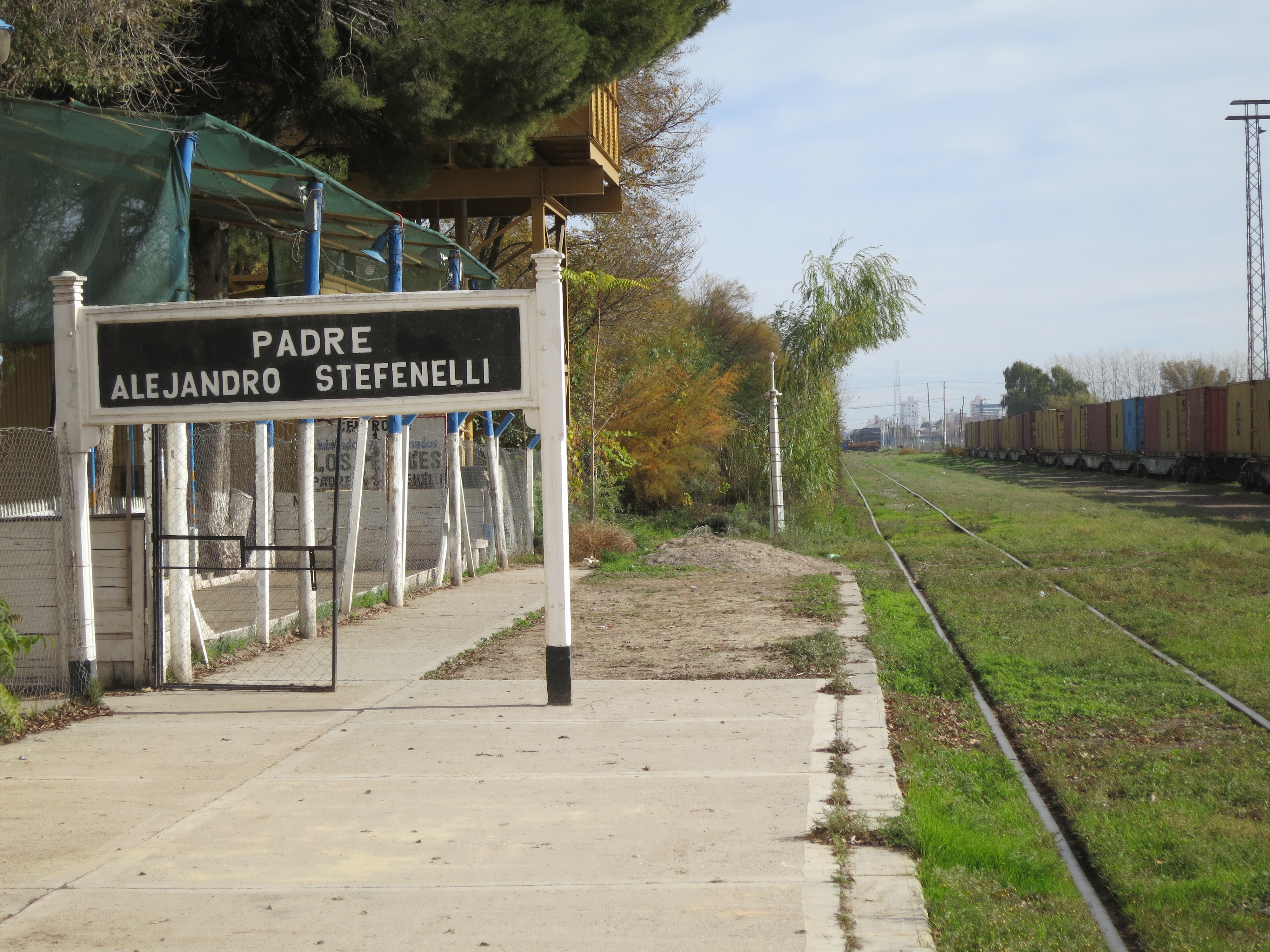
Estación de tren Padre A. Stefenelli. Aunque actualmente no está dentro del barrio, dio nombre a la zona este de la ciudad.

Para el año 1899 ya estaba lista la vía férrea que conectaba la zona con Bahía Blanca. La estación correspondiente fue ubicada al norte del pueblo y se llamaría Río Negro. La inauguración oficial estaba prevista para el 1 de junio e iba a contar la presencia del presidente de la república Julio A. Roca. Una creciente del río, previa a la gran inundación de un mes y medio después, impidió que la comitiva llegara. La ceremonia debió postergarse unos días. Afortunadamente, un mes más tarde, el edificio no fue afectado por las aguas, favorecido por su ubicación más a norte. La estación, que luego fue nombrada como Los Perales, siguió sirviendo al pueblo nuevo de General Roca a pesar de la distancia que las separaba (3,5 km). Esto fue así hasta 1931, cuando se inaugura la estación central, que hoy se llama Fuerte General Roca. El 27 de noviembre de 1933 se decide cambiarle el nombre a la estación de la zona este por Padre Alejandro Stefenelli. Así la ciudad de General Roca tendría tres estaciones: una central para pasajeros y dos de cargas y pasajeros: una al este, Stefenelli, y otra al oeste, J.J. Gómez. Y dado que, en general, cada estación dio origen a una ciudad y su municipio, en el habla coloquial de la zona se suele hacer referencia a Stefenelli o J.J. Gomez como localidades, sin necesidad de señalar que son barrios de la ciudad de General Roca. Actualmente la estación P. A. Stefenelli está rodeada por los barrios Central, Don Bosco, Brentana y Progreso, fuera de los límites del barrio Stefenelli.
En 1917 es inaugurada la escuela primaria n.º 38. Funcionaba en un edificio de adobe con dos aulas y una sala de dirección, su matrícula era de 32 alumnos. El maestro era Edmundo Gelonch. En 1934, la escuela se denomina San Juan Bosco en homenaje a la Congregación Salesiana. Dos años después se colocó la piedra fundamental en un nuevo emplazamiento: la esquina de Vintter y Los Fresnos. En 1939 comenzó a funcionar en el nuevo edificio. Actualmente sigue funcionando este edificio y tiene una matrícula de casi 400 estudiantes.

## Estatus de localidad
Stefenelli fue considerada localidad por distintas instituciones.
Instituto Nacional de Estadística y Censos lo consideró localidad en el censo de 1980, con el nombre Padre A. Stefenelli y su población fue de 3164 habitantes. En una evaluación posterior publicada 5 años después por el mismo instituto se indica que el criterio correcto era considerar como una sola localidad todas las zonas edificadas en torno a tres estaciones ferroviarias: Coronel Juan J. Gómez, Fuerte General Roca y Padre Alejandro Stefenelli ubicada ellas dentro de una sola jurisdicción municipal: el municipio General Roca. Este criterio fue seguido correctamente para el censo de 1970 pero erróneamente para el de 1980.
Instituto Geográfico Nacional: En el mapa escolar de la provincia del año 2009, aparecía como localidad. En el mapa vigente a 2021, ya no aparece.
Gobierno de la provincia de Río Negro. En un mapa realizado para el Consejo Provincial de Educación en 1988 aparecía como localidad. En el mapa de Vialidad Rionegrina de 2019, sigue apareciendo.
Boletín Oficial de la provincia de Río Negro: aparece como localidad hasta el año 2001. Ya en 2018, aparece como barrio. Y desde el año 2012 en otras comunicaciones oficiales.

## Stefenelli, como zona este de la ciudad
En algunos informes locales se denomina Stefenelli a toda la zona este de la ciudad integrada a su vez por los barrios Villegas, La Unión, Petróleo, Maglioni, 70 Viviendas, 290 Viviendas, Don Bosco, Central, Stefenelli Norte y Stefenelli Sur. A esta zona se le asigna una población de 7000 habitantes.

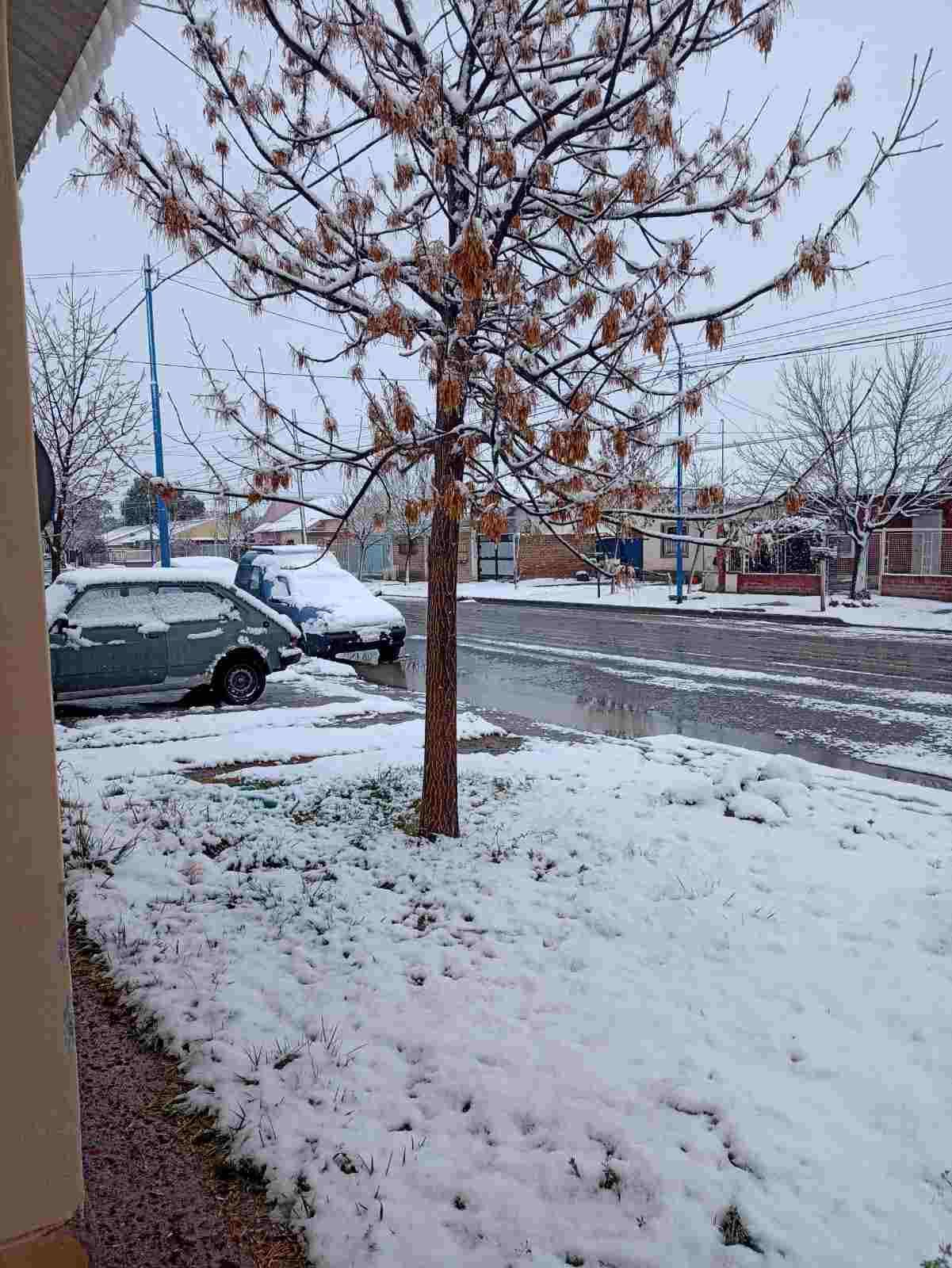
Fotografía, zona Stefenelli

Este criterio ha seguido la guía comercial regional Cores, en la que empresas ubicadas fuera de los límites del barrio resultan asociadas a Stefenelli.

## Urbanismo
Según en Plan Director de la ciudad de General Roca (PDR), que la divide en distintas zonas según el uso del suelo, al barrio corresponden tres de ellas:
- Área Urbana, zona residencial mixta: abarca la mitad norte del barrio adyacente a los barrio vecinos Central y Don Bosco
- Corredor ruta 22: una estrecha franja en torno a la ruta nacional 22 que atraviesa el resto del barrio en dirección este-oeste.
- Área complementaria (periurbana): la mitad sur del barrio.

Además el Plan Director tiene unos objetivos y programas específicos para Stefenelli, que lo hacen destacar por entre otros barrios:
- En la Directriz de ordenamiento del crecimiento urbano: promover actividades y usos con características de centralidad (junto a J. J. Gómez)
- En la Directriz de cualificación ambiental: revalorización de los patrones históricos de asentamiento (Preservar la traza fundacional)

## Infraestructura y servicios públicos

### Caminos
El barrio está atravesado y rodeado por diversos caminos que están clasificados y jerarquizados por el Plan Director de la ciudad.
- Vía regional: la ruta nacional 22, que lo atraviesa de este a oeste y divide en dos áreas urbanísticamente diferenciadas.
- Vías locales urbanas primarias, en la zona noroeste del barrio:
  - Av. Gral. Lorenzo Vintter: que cruza el barrio de norte a sur.
  - Calle Jujuy y Av. M. M. de Guemes, que rodean el barrio por el oeste y norte, respectivamente e integran el barrio a la red vial de la ciudad.
- Vías locales rurales primarias, en la zona sur del barrio:
  - Calle Pellegrini: continuación de Vinter
  - Calle Yapeyú, continuación de Jujuy, Rembrandt y M. T. de Alvear-Magallanes. Estas tres rodean el barrio por el oeste, sur y este, respectivamente y se integran a la red de caminos rurales de 1 km x 1 km.

### Servicio de transporte de pasajeros
El barrio cuenta con un servicio de transporte público de pasajeros que lo une con el centro de la ciudad. En julio de 2020 fueron informados los recorridos de contingencia del sistema de transporte de la ciudad. La línea 3:Stefenelli recorre la zona este y el barrio incluso pasando al sur de la ruta 22 hasta la calle Lugones. La frecuencia del servicio era de cada hora desde las 5:00 hasta las 20:00. El recorrido y horario fue levemente ampliado en diciembre de ese año. El servicio es provisto por la cooperativa 1.º de septiembre, formada en 2019 por trabajadores de la empresa 18 de Mayo que proveía el servicio hasta ese año.

### Seguridad, Salud, Educación
Policía: El barrio cuenta con una sub-comisaría de la policía de la provincia, la n.º 67 ubicada en calle Vintter.
Salud: El barrio cuenta con un centro de salud de nivel de complejidad 2 ubicado en calle Vintter y dependiente de hospital Francisco López Lima.
Educación: Las instituciones educativas del barrio, estatales y privadas, están comprendidas dentro del Consejo Escolar Alto Valle Este (AVE) I.
- Nivel inicial estatal: Jardín de Infantes independiente n.º 63[43]
- Nivel primario estatal: Escuela n.º. 38 San Juan Bosco.[44][45]
- Niveles inicial y primario privado: Colegio San Miguel[46]
- Nivel medio estatal: Centro de educación media (CEM) n.° 107[47][48]

## Medios de comunicación
Stefenelli cuenta desde el 8 de diciembre de 2007 con una FM propia en la frecuencia 92.9 del dial. Gabriel Aún es el director de la emisora.

## Religión
| Diócesis  | Alto Valle del Río Negro    |
| --------- | --------------------------- |
| Parroquia | Santuario María Auxiliadora |